# الكسندر دونكان ماكراي
الكسندر دونكان ماكراي هو سياسي كندي، ولد في 17 نوفمبر 1874 في Southwest Middlesex, Ontario ‏ في كندا، وتوفي في 26 يونيو 1946 في أوتاوا في كندا. نشط حزبياً في Conservative Party of British Columbia ‏. وقد انتخب عضو مجلس الشيوخ الكندي ‏ وانتخب عضو مجلس العموم الكندي.